# Chugwater
Ej att förväxla med Chugcreek, Wyoming.
Chugwater är en småstad (town) i Platte County i sydöstra Wyoming i USA. Staden hade 212 invånare vid 2010 års folkräkning.

## Geografi
Chugwater ligger i en dal med branta lerstensklippor till norr och väster. Genom dalen rinner Chugwater Creek, en biflod till Laramie River som i sin tur rinner ut i North Platte River.

## Historia
Området ligger nära Fort Laramie och besöktes av Stephen W. Kearnys expedition 1845. 1859 började man övervintra boskap i dalen. 1870 passerade Haydenexpeditionen genom dalen. Två av deltagarna var fotografen William Henry Jackson och konstnären Sanford Robinson Gifford (1823-1880). Giffords skiss av klippan Chugwater Bluff blev senare utgångspunkt för hans målning Valley of the Chugwater, som idag finns på Cartermuseet i Fort Worth. 
Den första nybyggaren i Chugwater var James Bordeaux (1814-1878), som öppnade en lanthandel 1868 här vid vägskälet mellan vägarna mot Cheyenne, Fort Laramie och Fort Fetterman (vid nuvarande Douglas). 1884 grundades Swan Land and Cattle Co och 1886 drogs Cheyenne and Northern Railway genom orten, vilket ledde till att en stad etablerades.
Stadens frimurarlokal byggdes 1906 och Grant Hotel öppnade 1912. En torka ledde till att många av de ursprungliga nybyggarna lämnade platsen, men 1919 fick staden kommunalt självstyre. Fram till 1940-talet användes stationen som lastplats för boskapstransporter till Omaha.
Hästen Steamboat med rodeoryttaren Clayton Danks (1879–1970), vilkas silhuett kom att bli symbol för delstaten Wyoming, kom från en ranch utanför Chugwater. Den kända bilden finns bland annat på Wyomings registreringsskyltar och University of Wyomings logotyp.

## Kommunikationer
Motorvägen Interstate 25 går genom Chugwater. Andra större vägar är U.S. Route 87 och delstatsvägarna Wyoming State Route 211 och 313. Staden förlorade sin enda bensinmack och närbutik i en brand 2012, orsakad av att en SUV kraschade in i Horton's Corner-bensinstationen. BNSF:s järnvägslinje norrut från Cheyenne genom Wyoming går genom staden och används främst för godstrafik.